# Allan Arenfeldt Olesen
Allan Arenfeldt Olesen (født 20. maj 1982) er en dansk professionel fodboldspiller, der p.t. er på kontrakt i Allsvenskan-klubben Åtvidabergs FF.
Allan Olesen er forsvarsspiller og spillede tidligere for FC Nordsjælland. Her scorede han et enkelt mål i SAS Ligaen. Dette mål blev scoret mod netop Randers FC i 2005 og var dermed paradoksalt nok med til at sende sin nuværende arbejdsgiver ned i 1. division.
Allan Olesen begyndte i Randers FC i sommeren 2008. I FC Nordsjælland spillede han primært i centerforsvaret, men i Randers FC var han oprindelig tiltænkt en plads som højre back.
Han har dog også optrådt i Randers FC's centerforsvar.
I efteråret 2009 blev Allan Olesen sendt ned for at træne med Randers B-hold. I 2010 skiftede han til norske FK Haugesund, og et år senere skiftede han til finske IFK Mariehamn. I februar 2012 skrev Olesen kontrakt med svenske Åtvidabergs FF.